# Szellő
Szellő è un comune dell'Ungheria di 179 abitanti (dati 2001) situato nella contea di Baranya, regione Transdanubio Meridionale